# Kühlkettenmanagement
Das Kühlkettenmanagement (engl. cold chain management) befasst sich mit der effizienten Kontrolle und der Organisation von Produktion und Logistik bzgl. der Kühlkette. 

## Bereiche des Kühlkettenmanagements
Es beinhaltet das Planen und Implementieren von einzelnen Prozessen und Prozessabläufen sowie das Implementieren von Werkzeugen und Methoden zur Prozessüberwachung und Kontrolle. Im Fokus des Kühlkettenmanagements stehen meistens kühlpflichtige Lebensmittel, Pharmaprodukte oder Chemikalien, aber auch sonstige spezielle Gegenstände, wie z. B. manche High-Tech-Geräte bedürfen u. U. einem Kühlkettenmanagementsystems.

## Ziele des Kühlkettenmanagements
Die Hauptziele des Kühlkettenmanagements sind die Optimierung der Produktqualität und der Produktsicherheit sowie die Minimierung von Verlusten. In der Anwendung bedeutet das Kühlkettenmanagement oftmals die Temperaturüberwachung in den einzelnen Stufen der Produktions-, Lagerungs- und Transportketten auf der inner- und überbetrieblichen Ebene. Bei der überbetrieblichen Temperaturüberwachung wird derzeit vielfach der Einsatz von Zeit-Temperatur-Indikatoren sowie RFID-Systemen mit integrierten Temperatursensoren diskutiert. Neben der Temperaturüberwachung sind die Produkteigenschaften, die technischen Ausrüstungen und Einrichtungen in Bezug auf die Kühlung, Gesetze, Verordnungen sowie das Supply Chain Management von großer Bedeutung.